# Związek Pracodawców Sektora Kosmicznego
Związek Pracodawców Sektora Kosmicznego ZPSK (ang. Polish Space Industry Association) - organizacja zrzeszająca środowiska przedsiębiorców, ośrodków badawczych oraz innych organizacji sektora kosmicznego. Obecnie Związek zrzesza 73 podmioty.

## Historia i działalność
ZPSK zostało założone w roku 2013 i prowadzi działania w zakresie promocji i wzrostu kompetencji podmiotów zrzeszonych w związku, bierze udział w procesie kształtowania polskiej polityki kosmicznej oraz popularyzacji sektora kosmicznego. Związek wraz z Agencją Rozwoju Przemysłu S.A. współorganizuje program stażowy ,,Rozwój kadr sektora kosmicznego". W roku 2016, 2018 oraz 2021 Związek zorganizował konferencję Forum Sektora Kosmicznego. Związek regularnie bierze udział w konsultowaniu polskiej polityki kosmicznej, brał udział w konsultacjach Polskiej Strategii Kosmicznej, Krajowego Programu Kosmicznego. Jest członkiem Konfederacji Lewiatan oraz SME4Space. 